# Еспектадор
„Еспектадор“ (на испански: El espectador, в превод „Зрителят“) е вестник с национално разпространение в Колумбия, основан от Фидел Кано Гутиерес на 22 март 1887 г. в Меделин и публикуван от 1915 г. в Богота, като се променя от ежедневно на седмично издание през 2001 г. по време на финансовата криза финансова криза и отново става ежедневник на 11 май 2008 г. в таблоиден формат (28 х 39,5 см). От 1997 до 2011 г. основен акционер е Хулио Марио Санто Доминго.
„Еспектадор“ е най-старият вестник в Колумбия. Още от първото си издание мотото му е „Еспектадор“ работи за доброто на страната с либерални критерии и за доброто на либералните принципи с патриотични критерии". Първоначално излиза два пъти седмично по 500 броя. Определя се като "политически, литературен, новинарски и индустриален вестник". Години по-късно става ежедневник, а през 2001 г. става седмичник. Оттогава вестникът използва лозунга „Еспектадор“: Мнението е новина“, което означава, че сега се фокусира върху статии с обществено значение, а не върху извънредни новини. Този фокус се запазва, когато възвръща ежедневния си формат на 11 май 2008 г.
Според последно проучване „Еспектадор“ има 687 900 читатели всяка седмица.